# Airán Fernández
Airán Fernández Casasola (Tarrasa, 30 de octubre de 1988) es un ciclista español que fue profesional entre 2014 y 2021. En 2023 fue director deportivo del Matrix-Powertag.

## Palmarés
- Campeón de Europa de ciclismo en pista Under 23 (2010).

## Equipos
- Vini Fantini (01.08.2013-31.12.2013) (stagiaire)
- Matrix-Powertag[2] (07.03.2014-2021)